# さようなら (井上侑のアルバム)
『さようなら』は井上侑の1stアルバム。2007年10月4日にお茶の水RECORDS・春日組より発売。

## 収録曲
1. intro（0:43）
2. さようなら（4:29）
3. 海の日（4:59）
4. 夢（4:46）
5. おもちゃ（3:51）

- 作詞・作曲・編曲・歌・ピアノ：井上侑